# Turangalîla-Sinfonie
Die Turangalîla-Sinfonie (französisch Turangalîla-Symphonie) ist ein 10-sätziges Musikstück für großes Orchester, Klavier und Ondes Martenot des französischen Komponisten Olivier Messiaen (1908–1992).

## Entstehung
Messiaen komponierte das Werk in den Jahren 1946 bis 1948 für das Boston Symphony Orchestra, dessen damaliger Leiter Sergei Kussewizki den Auftrag erteilt hatte. Messiaen stellte es in den Mittelpunkt einer Trilogie über die „Tristan-Thematik“ (sinnliche Liebe und Liebestod); die beiden anderen Stücke der Trilogie sind die Vokalwerke Harawi für Sopran und Klavier aus dem Jahre 1945 und Cinq rechants für 12 Solostimmen aus dem Jahre 1949.
Die Partitur wurde 1953 veröffentlicht, 1990 wurde die letzte überarbeitete Fassung herausgegeben.

## Name
Turangalîla ist ein Wort aus dem Sanskrit und bezeichnet in der Musikenzyklopädie Sangita Ratnakara des indischen Musiktheoretikers Sarangadeva aus dem 13. Jahrhundert ein bestimmtes rhythmisches Muster (ein so genannter deçi tala; siehe dazu auch: Tala). Dieses Muster wird von Messiaen auch im ersten Satz (Ziffer 12) verwendet. Er übersetzte turanga frei mit Tempo (wörtlich übersetzt bedeutet es Pferd i. S. mit der Bedeutung von deutsch: Renner), lîla bedeutet Spiel, Leichtigkeit, Anmut. Sarangadevas rhythmisches Muster wird in den Sätzen III, VII und IX (Turangalîla I, II, III, siehe unten) musikalisch reflektiert.

## Aufführungsgeschichte
Die Uraufführung fand am 2. Dezember 1949 in Boston durch das Boston Symphony Orchestra unter dem Dirigenten Leonard Bernstein, der den erkrankten Kussewizki vertrat, statt. Die Solisten waren Yvonne Loriod (Klavier) und Ginette Martenot (Ondes Martenot). Die deutsche Erstaufführung fand im Dezember 1951 in Baden-Baden mit dem Großen Orchester des Südwestfunks unter Hans Rosbaud mit den Solisten der Uraufführung statt.
Die Turangalîla-Sinfonie ist eines der Werke der Neuen Musik, die sich auch im Konzertsaal gehalten haben, auch wenn die aufwendige Besetzung, die ungewöhnliche Instrumentation und die lange Spieldauer (ca. 80 min.) aus dem Rahmen üblicher Konzertveranstaltungen fallen und einer häufigen Aufführung entgegenstehen. Auch gibt es inzwischen eine Reihe von Schallplatteneinspielungen mit namhaften Dirigenten (u. a. Ozawa, Salonen, Rattle, Chung, Chailly, Nagano).

## Einordnung: Gattung und Form
Die Bezeichnung Sinfonie ist bei diesem Werk in einer allgemeinen Bedeutung eines umfangreichen, mehrteiligen Werkes für großes Orchester zu verstehen. Der erste, fünfte, sechste  und letzte Satz könnten als Kopfsatz, Scherzo, langsamer Satz (Adagio) und Finalsatz einer klassischen Sinfonie gedeutet werden. Die Turangalîla-Sinfonie unterscheidet sich in formaler Hinsicht stark von Sinfonien der Klassik und Romantik, vor allem durch das Fehlen der für die Sonatenform typischen Verarbeitung der Themen in einer Durchführung. Dafür ist der VIII. Satz „Développement de l’Amour“ als große Durchführung angelegt. Wie auch oft in spätromantischen Sinfonien werden in allen Sätzen wiederkehrende Themen („Zyklische Themen“) verwendet. Der obligate Klavierpart ist sehr anspruchsvoll und enthält zahlreiche Kadenzen, wie sie in Klavierkonzerten vorkommen.

## Besetzung
2 Flöten, Piccoloflöte, 2 Oboen, Englischhorn, 2 Klarinetten, Bassklarinette, 3 Fagotte, 4 Hörner, 3 Trompeten in C, Piccolotrompete in D, Kornett, 3 Posaunen, Tuba, Klaviaturglockenspiel, Celesta, Vibraphon, Röhrenglocken, große Schlaginstrumentengruppe (Triangel, 3 Tempelblöcke, Holzblock, kleines Türkisches Becken, Hängebecken, Chinesisches Becken, Crashbecken, 2 Tamburine, Maracas, Tamtam, Kleine und Große Trommel; insgesamt 10 Perkussionisten) und eine große Streichergruppe, dazu kommen Klavier und Ondes Martenot als Soloinstrumente.

## Sätze
Die Sätze und ihre Titel:
|      | Französischer Originaltitel | Deutsche Übersetzung          | Französische Tempoangaben                 |
| ---- | --------------------------- | ----------------------------- | ----------------------------------------- |
| I    | Introduction                | Einleitung                    | modéré, un peu vif                        |
| II   | Chant d’Amour I             | Liebesgesang I                | modéré, lourd                             |
| III  | Turangalîla I               |                               | presque lent, rêveur                      |
| IV   | Chant d’Amour II            | Liebesgesang II               | bien modéré                               |
| V    | Joie du Sang des Étoiles    | Freude des Sternenblutes      | vif, passionné avec joie                  |
| VI   | Jardin du Sommeil d’Amour   | Garten des Schlafes der Liebe | très modéré, très tendre                  |
| VII  | Turangalîla II              |                               | un peu vif, bien modére                   |
| VIII | Développement d’Amour       | Entfaltung(1) der Liebe       | bien modéré                               |
| IX   | Turangalîla III             |                               | bien modéré                               |
| X    | Final                       | Finale                        | modéré, presque vif, avec une grande joie |

(1) Auch als „Durchführung“ übersetzbar, denn dieser Satz stellt die große Durchführung der zyklischen Themen dar.